# Fuoco nel fuoco
Fuoco nel fuoco è una canzone di Eros Ramazzotti, scritta da Ramazzotti, con Claudio Guidetti e Adelio Cogliati, che anticipa l'album del cantante Stilelibero del 2000.

## Descrizione
L'assolo di chitarra è del compositore messicano Carlos Santana.
Il brano debutta nella classifica dei singoli più venduti in Italia direttamente al primo posto, rimanendo nella top 20 per tre mesi. Ramazzotti fece anche una versione spagnola della canzone ed è intitolata Fuego en el fuego. Inoltre il singolo ottiene un discreto successo di vendite anche in Svizzera e in Belgio.

## Il video
Il video di "Fuoco nel fuoco" è stato girato a Londra dal visionario regista Gregg Masuak. Il video di ambientazione fantascientifica, vede protagonista una donna dall'aspetto artificiale alle prese con un computer, con cui sta creando un essere umano (Ramazzotti). Dopo averne imitato a lungo i comportamenti, la creatura finisce per innamorarsi dell'uomo.

## Tracce
1. Fuoco nel fuoco – 4:02
2. Fuego en el fuego – 4:02
3. Favola (live) – 5:58

## Formazione
- Eros Ramazzotti - voce
- John Pierce - basso
- Steve Ferrone - batteria
- Carlos Santana - chitarra[2]
- John Themis - chitarra
- Tim Pierce - chitarra, mandolino
- Charles Giudice - tastiera
- Luis Conte - percussioni
- Gavyn Wright - violino
- Wayne Rodriguez - programmazione

## Andamento nelle classifiche italiane
| Posizione | 1 | 2 | 2 | 4 | 4 | 4 | 3 | 6 | 11 | 12 | 10 | 18 |

## Classifiche

### Classifiche settimanali
| Classifica (2000) | Posizione massima |
| ----------------- | ----------------- |
| Austria           | 29                |
| Belgio (Fiandre)  | 47                |
| Belgio (Vallonia) | 4                 |
| Croazia           | 1                 |
| Francia           | 21                |
| Germania          | 50                |
| Italia            | 1                 |
| Paesi Bassi       | 79                |
| Svizzera          | 4                 |
| Uruguay           | 5                 |

### Classifiche di fine anno
| Classifica (2000) | Posizione |
| ----------------- | --------- |
| Belgio (Vallonia) | 56        |
| Italia            | 17        |
| Svizzera          | 48        |